# Массутьера
Массутьера (лат. Massoutiera mzabi) — вид грызунов семейства гребнепалых. Единственный представитель монотипического рода Massoutiera. Видовое название происходит от названия региона Мзаб. Исходно в 1881 году данный вид был описан Фернаном Латастом под названием Ctenodactylus mzabi. Четыре года спустя, тот же исследователь придал ему ранг отдельного рода Massoutiera.

## Описание
Ареал: Алжир, Чад, Мали, Нигер. В Алжире живет в горных регионах и высокогорных плато на высотах от 500 до 2.300 м над уровнем моря. Живет только в скалистых местах обитания, где находит убежище в трещинах скал. Колонии, как правило, расположены на склонах гор или у вади. Вид ведет дневной и одиночный образ жизни; пары формируются на время периода размножения. Есть данные всего по пяти выводкам, в четырех было по два детёныша, в пятом — пять. Как правило, бывает два выводка в год. Общая длина тела: 170—240 мм, длина хвоста: около 35 мм, средний вес 172 г для самцов, 194 г для самок. Цвет меха желтоватого и коричневатого оттенка.

## Генетика
Число хромосом, 2n = 36.

## Угрозы и охрана
Хотя для существования этого вида нет серьезных угроз, чрезмерный выпас скота может стать потенциальной угрозой. Длительные периоды засухи, по-видимому, также являются угрозой. Вид зарегистрирован в нескольких заповедниках.